# USS Herndon (DD-638)
USS Herndon (DD-638) là một tàu khu trục lớp Gleaves được Hải quân Hoa Kỳ chế tạo trong Chiến tranh Thế giới thứ hai. Nó đã tham gia suốt Thế Chiến II, sống sót qua cuộc xung đột, ngừng hoạt động năm 1946 và bị đánh chìm như một mục tiêu năm 1973. Nó là chiếc tàu chiến thứ hai của Hải quân Hoa Kỳ được đặt theo tên Trung tá Hải quân William Lewis Herndon (1817-1853).

## Thiết kế và chế tạo
Herndon được chế tạo tại Xưởng hải quân Norfolk. Nó được đặt lườn vào ngày 26 tháng 8 năm 1941; được hạ thủy vào ngày 2 tháng 2 năm 1942, và được đỡ đầu bởi cô Lucy Herndon Crockett, chắt gái của Trung tá Herndon. Con tàu được cho nhập biên chế cùng Hải quân Hoa Kỳ vào ngày 20 tháng 12 năm 1942 dưới quyền chỉ huy của Trung tá Hải quân Granville A. Moore.

## Lịch sử hoạt động

### Đại Tây Dương và Địa Trung Hải
Sau khi hoàn tất việc chạy thử máy ngoài khơi bờ biển Maine, Herndon hộ tống một đoàn tàu vận tải đi từ New York sang Casablanca, Bắc Phi, quay trở về New York vào ngày 14 tháng 5 năm 1943 hộ tống một tàu chở dầu. Khởi hành từ Norfolk vào ngày 8 tháng 6, nó đi đến Algiers vào ngày 24 tháng 6, chuẩn bị để tham gia Chiến dịch Husky, cuộc đổ bộ của lực lượng Đồng Minh lên Sicily, Ý. Khi lực lượng đổ bộ dưới quyền chỉ huy chung của tướng Dwight D. Eisenhower tung ra cuộc tấn công đầu tiên vào ngày 10 tháng 7, chiếc tàu khu trục đã tuần tra chống tàu ngầm và bắn pháo hỗ trợ cho Tập đoàn quân 7 Hoa Kỳ dưới quyền Trung tướng George S. Patton cũng như cho Tập đoàn quân 8 Anh dưới quyền tướng Bernard L. Montgomery.
Rời khu vực Địa Trung Hải vào ngày 3 tháng 8, Herndon trải qua chín tháng tiếp theo hộ tống các tàu chở quân vượt Đại Tây Dương từ New York đến nhiều cảng của Anh, nhằm tích lũy lực lượng cho cuộc đổ bộ Normandy lên chính lục địa Châu Âu. Vào ngày D, 6 tháng 6 năm 1944, nó có mặt ngoài khơi bãi Omaha hỗ trợ cho cuộc đổ bộ đầu tiên. Cho dù chịu đựng hỏa lực kháng cự ác liệt của các khẩu đội pháo bờ biển đối phương, nó đã bắn phá có hiệu quả các công sự phòng thủ của đối phương.
Herndon ở lại ngoài khơi các bãi đổ bộ tại Normandy, bắn pháo hỗ trợ, bảo vệ các tàu chở quân và tuần tra chống tàu ngầm cho đến ngày 19 tháng 6, khi nó phục vụ hộ tống cho cuộc đổ bộ của Đồng Minh lên Baie de la Seine. Những nhiệm vụ bảo vệ khác được tiếp nối cho đến ngày 11 tháng 7, khi nó đi đến Belfast để huấn luyện như một tàu hộ tống cho hoạt động tiếp theo tại Địa Trung Hải. Trong khuôn khổ Chiến dịch Dragoon, cuộc đổ bộ của lực lượng Đồng Minh lên miền Nam nước Pháp, nó nằm trong thành phần Lực lượng Đặc nhiệm Hỗn hợp hộ tống các tàu sân bay vào ngày 16 tháng 8, khi cuộc đổ bộ bắt đầu. Nó tiếp tục ở lại khu vực Địa Trung Hải cho đến khi lên đường đi New York vào ngày 3 tháng 9. Sau hai tuần lễ hoạt động thử nghiệm cho Phòng thí nghiệm Nghiên cứu Hải quân tại vịnh Chesapeake, nó quay trở lại Địa Trung Hải hộ tống một đoàn tàu vào ngày 14 tháng 10. Quay trở về Hoa Kỳ vào ngày 12 tháng 11, nó thực hành tập trận tại Casco Bay, Maine, và hộ tống các đoàn tàu vận tải dọc theo bờ biển Đại Tây Dương cho đến tháng 2 năm 1945. Trong tháng đó, nó hộ tống cho chặng đầu tiên trong hành trình của Tổng thống Franklin D. Roosevelt đi tham dự Hội nghị Yalta lịch sử.

### Thái Bình Dương
Herndon hướng về phía Nam vào ngày 21 tháng 4 năm 1945, băng qua kênh đào Panama để đi sang Mặt trận Thái Bình Dương còn đang tranh chấp, đi ngang qua San Diego, California và đi đến Trân Châu Cảng vào ngày 15 tháng 5. Sau một giai đoạn huấn luyện và hoạt động canh phòng máy bay cho tàu sân bay, nó lên đường đi Eniwetok vào ngày 12 tháng 7, và ở lại khu vực này hộ tống các đoàn tàu vận tải đi lại giữa Eniwetok, Guam và Saipan cho đến khi kết thúc chiến tranh.
Sau khi Nhật Bản chính thức đầu hàng qua buổi lễ ký kết văn kiện đầu hàng trên thiết giáp hạm Missouri trong vịnh Tokyo vào ngày 2 tháng 9, Herndon hướng đến vùng bờ biển Trung Quốc làm nhiệm vụ giám sát đầu hàng, đi đến Đại Liên, Liêu Ninh vào ngày 10 tháng 9, và tiếp tục đi đến Thanh Đảo, Trung Quốc vào ngày 16 tháng 9. Cùng ngày hôm đó, Tư lệnh lực lượng Nhật Bản tại khu vực Thanh Đảo cùng ban tham mưu đã lên tàu để ký kết và thực thi việc đầu hàng vô điều kiện mọi lực lượng dưới quyền.

### Sau chiến tranh
Herndon trải qua mùa Thu và mùa Đông hộ tống các tàu chiến lợi phẩm Nhật Bản dọc theo bờ biển, và tuần tra bờ biển Trung Quốc và Triều Tiên, trợ giúp vào việc hồi hương binh lính Nhật Bản và việc chuyển quân của lực lượng Trung Hoa dân quốc. Vào ngày 5 tháng 12, nó tách khỏi nhiệm vụ này để tham gia Chiến dịch Magic Carpet, cuộc hồi hương các cựu chiến binh từ khu vực Thái Bình Dương trở về Hoa Kỳ, và về đến San Diego ngang qua Thượng Hải, Eniwetok, Okinawa và Trân Châu Cảng vào ngày 27 tháng 12. Sau khi tiễn một số hành khách lên bờ, nó tiếp tục đi sang New York với số còn lại, đến nơi vào ngày 15 tháng 1 năm 1946.
Herndon đi đến Charleston, South Carolina vào ngày 28 tháng 1, được cho xuất biên chế tại đây vào ngày 8 tháng 5, và gia nhập Hạm đội Dự bị Đại Tây Dương. Nó được chuyển đến Xưởng hải quân Philadelphia vào tháng 1 năm 1947, rồi đến Orange, Texas vào tháng 6 năm 1965. Tên nó được cho rút khỏi danh sách Đăng bạ Hải quân vào ngày 1 tháng 6 năm 1971, và Herndon bị đánh chìm như một mục tiêu ngoài khơi Florida vào ngày 24 tháng 5 năm 1973.

## Phần thưởng
Herndon được tặng thưởng ba Ngôi sao Chiến trận do thành tích phục vụ trong Thế Chiến II.